# Patrick Dempsey
Patrick Galen Dempsey (* 13. ledna 1966, Lewiston, Maine, USA) je americký herec, model a automobilový závodník, známý pro svou roli postavy neurochirurga doktora Dereka Shepherda („McVysněný“) v televizním seriálu Chirurgové a jeho pánském parfému 'Unscripted' od Avonu. Hrál v mnohých filmech, za zmínku stojí Holka na roztrhání, Klub vyvolených, Mezi řádky, Kouzelná romance, Jak ukrást nevěstu a Na sv. Valentýna.
Za své herecké výkony byl několikrát nominován na herecké ocenění. Nejvíce jich získal za ztvárnění postavy Dereka Shepherda v seriálu Chirurgové; celkem 8 nominací, včetně takových cen jako Zlatý glóbus či Cena Sdružení filmových a televizních herců, a 3 udělená ocenění.

## Životopis
Patrick Galen Dempsey se narodil v Lewistonu v Maine. Jako malý žil v Irsku. Má dvě sestry. Je synem Amandy (rozené Casson) a Williama. Navštěvoval Buckfield High School a St. Dominic Regional High School.

## Kariéry
V 90. letech byl obsazen do několika televizních pilotů, které nakonec nebyly vybrány pro televizní sezonu, včetně rolí v televizních filmech The Player a About a Boy. V roce 2000 si zahrál detektiva Kincaida ve filmu Vřískot 3. Po boku Reese Witherspoonové se objevil ve filmu Holka na roztrhání (2002).
V roce 2007 si zahrál po boku Amy Adams v Disney filmu Kouzelná romance. Svůj hlas propůjčil do animovaného filmu Medvědí bratři 2. O rok později se objevil v romantické komedií Jak ukrást nevěstu a v roce 2010 si zahrál ve hvězdně obsazeném filmu Na sv. Valentýna. Jako Dylan Gould se objevil ve filmu Transformers 3.
Velký zlom v kariéře přišel s obsazením do role doktora Dereka Shepherda v dramatickém seriálu Chirurgové. Ve stejné roli se také objevil ve dvou epizodách spin-offu seriálu Private Practice. Na konci 11. série seriálu Shephard umírá v hrozné autonehodě. Za roli získal nominaci na Zlatý glóbus v roce 2006. Po seriálu ho čekaly dva menší projekty: drama The Limit a thriller Fodors. V roce 2016 se objevil v novém filmu o Bridget Jonesové Dítě Bridget Jonesové.

## Osobní život
31. července 1999 si vzal kadeřnici a kosmetičku Jillian Fink, se kterou má tři děti, dceru Talulu Fyfe (narozena 20. února 2002), dvojčata Sullivana Patricka a Darbyho Galena (narozeni 1. února 2007). V lednu 2015 Fink požádala o rozvod, ale na konci roku žádost stáhla.

## Filmografie

### Film
| Rok  | Název                          | Role                                | Poznámky |
| ---- | ------------------------------ | ----------------------------------- | --- |
| 1985 | Seminaristé                    | nakupující                          | |
| 1985 | Heaven Help Us                 | Corbet                              | |
| 1986 | Mejdan na pláži                | Rudy                                | |
| 1987 | Láska není v ceně              | Ronald Miller                       | Young Artist Award v kategorii Nejlepší mladý herec ve filmové komedii                                                           |
| 1987 | In the Mood                    | Ellsworth 'Sonny' Wisecarver        | |
| 1988 | Prima děvčata                  | Michael                             | |
| 1988 | In a Shallow Grave             | Daventry                            | limitované vydání |
| 1989 | Zajíček                        | Randy Bodek                         | |
| 1989 | Bláznivá spolubydlící          | Christopher Wooden                  | |
| 1990 | Městský pohár                  | Robert 'Bobby' Libner               | |
| 1991 | Gangsteři                      | Meyer Lansky                        | |
| 1991 | Únik                           | Charlie Farrow                      | |
| 1993 | Bank Robber                    | Billy                               | |
| 1994 | S vyznamenáním                 | Everett Calloway                    | |
| 1994 | Ava's Magical Adventure        | Jeffrey                             | |
| 1995 | Smrtící epidemie               | Jimbo Scott                         | |
| 1997 | Láska na druhý dotek           | Floyd Gaylen                        | limitované vydání |
| 1998 | Denial                         | Sam                                 | |
| 1998 | The Treat                      | Mike                                | |
| 1998 | There's No Fish Food in Heaven | The Stranger                        | aka Life in the Fast Lane |
| 1999 | Me and Will                    | Fast Eddie                          | |
| 2000 | Vřískot 3                      | Det. Mark Kincaid                   | |
| 2002 | Holka na roztrhání             | Andrew Hennings (snoubenec Melanie) | |
| 2002 | Klub vyvolených                | starší Louis Masoudi                | |
| 2006 | Medvědí bratři 2               | Kenai (hlas)                        | |
| 2006 | Shade                          | Paul Parker                         | krátký film |
| 2007 | Mezi řádky                     | Scott Casey                         | |
| 2007 | Kouzelná romance               | Robert Philip                       | nominace – Filmová cena MTV v kategorii Nejlepší polibek nominace – National Movie Awards v kategorii Nejlepší mužské vystoupení |
| 2008 | Jak ukrást nevěstu             | Tom Bailey                          | |
| 2010 | Vřískot 4                      | Det. Mark Kincaid                   | |
| 2010 | Na sv. Valentýna               | Harrison Copeland                   | |
| 2011 | Transformers 3                 | Dylan Gould                         | nominace – Zlatý malina v kategorii Nejhorší herec ve vedlejší roli                                                              |
| 2011 | Rande u přepážky               | Tripp                               | také producent |
| 2013 | Ushi Must Marry                | Sám sebe                            | |
| 2016 | Dítě Bridget Jonesové          | Jack Qwant                          | |
| 2022 | Prokletá romance               | Robert Philip                       | |
| 2023 | Ferrari                        | Piero Taruffi                       | |
| 2023 | Den díkůvzdání                 | Eric Newlon                         | |

### Televize
| Rok                  | Název                                    | Role               | Poznámky |
| -------------------- | ---------------------------------------- | ------------------ | --- |
| 1986                 | Právo volby                              | Kellin Taylor      | TV film |
| 1986                 | Fast Times                               | Mike Damone        | 7 dílů |
| 1989                 | The Super Mario Bros. Super Show!        | Rostlina (hlas)    | díl: „Super Plant/The Pied Koopa“ |
| 1990                 | The General Motors Playwrights Theater   | —                  | díl: „Merry Christmas, Baby“ |
| 1993                 | Jste srdečně zváni                       | Robert Faldo       | TV film |
| 1993                 | JFK: Reckless Youth                      | John F. Kennedy    | mini-série, 2 díly |
| 1995                 | Pokrevní pouto                           | Tom                | TV film |
| 1996                 | The Right to Remain Silent               | Tom Harris         | TV film |
| 1996                 | V očistci                                | Harrison Burns     | mini-série, 1 díl |
| 1997                 | 20.000 mil pod mořem                     | Pierre Arronax     | mini-série, 2 díly |
| 1997                 | Útěk                                     | Clayton            | TV film |
| 1997                 | The Player                               | Griffin Mill       | TV film |
| 1998                 | Biblické příběhy: Jeremiáš               | Jeremiáš           | TV film |
| 1998                 | Zločin a trest                           | Rodya Raskolnikov  | TV film |
| 2000–2001            | Will a Grace                             | Matthew            | 3 díly |
| 2000-2002            | Druhá šance                              | Aaron Brooks       | 4 díly nominace - Cena Emmy v kategorii Nejlepší mužský herecký výkon v hostující roli (drama) |
| 2001                 | Blondýnka                                | Cass               | mini-série, 2 díly |
| 2001                 | Chestnut Hill                            | Michael Eatman     | TV film |
| 2003                 | Lucky 7                                  | Peter Connor       | TV film |
| 2003                 | Karen Sisco                              | Carl               | díl: „Blown Away“ |
| 2003                 | About a Boy                              | Carl               | TV film |
| 2004                 | Andělé s ocelovým hlasem                 | Ben Weissman       | TV film |
| 2004                 | Advokáti                                 | Dr. Paul Stewart   | 3 díly |
| 2005–2015, 2020–2021 | Chirurgové                               | Dr. Derek Shepherd | hlavní role (1.–11. řada), archivní záběry (15. řada), 244 dílů Cena Sdružení filmových a televizních herců v kategorii Nejlepší obsazení dramatického seriálu People's Choice Awards v kategorii Nejlepší televizní hvězda - muž Nominace – Zlatý glóbus v kategorii Nejlepší herec v televizním seriálu - drama Nominace – Cena Sdružení filmových a televizních herců v kategorii Nejlepší obsazení dramatického seriálu Nominace – Cena Sdružení filmových a televizních herců v kategorii Nejlepší herec v televizním seriálu - drama Nominace – Teen Choice Awards v kategorii Nejlepší televizní herec - drama/akční/dobrodružný Nominace – Teen Choice Awards v kategorii Nejlepší televizní herec - drama Nominace – People's Choice Awards v kategorii Nejlepší televizní hvězda |
| 2009; 2012           | Private Practice                         | Dr. Derek Shepherd | 2 díly |
| 2017                 | Red Nose Day Actually                    | manžel             | TV speciál |
| 2018                 | The Truth About the Harry Quebert Affair | Harry Querbert     | mini-série, 10 dílů |
| 2019                 | Micronesian Blues                        | —                  | díl 1.1 |
| 2020–2022            | Devils                                   | Dominic Morgan     | hlavní role, 18 dílů |
| 2024                 | Dexter: Original Sin                     | Aaron Spencer      | hlavní role |